# Charpentieria
Charpentieria is een geslacht van slakken uit de  familie van de Clausiliidae.

## Soorten
De volgende soorten zijn bij het geslacht ingedeeld:
- Charpentieria calcarae (Philippi, 1844)
- Charpentieria clavata (Rossmässler, 1836)
- Charpentieria crassicostata (L. Pfeiffer, 1856)
- Charpentieria dyodon (S. Studer, 1820)
- Charpentieria eminens (A. Schmidt, 1868)
- Charpentieria ernae (Fauer, 1978)
- Charpentieria ferrox (R. A. Brandt, 1961)
- Charpentieria gibbula (Rossmässler, 1836)
- Charpentieria grohmanniana (Rossmässler, 1836)
- Charpentieria incerta (Küster, 1861)
- Charpentieria itala (G. von Martens, 1824)
- Charpentieria kobeltiana (Küster, 1876)
- Charpentieria lamellata (Rossmässler, 1836)
- Charpentieria leucophryna (L. Pfeiffer, 1862)
- Charpentieria nobilis (L. Pfeiffer, 1848)
- Charpentieria ornata (Rossmässler, 1836)
- Charpentieria paestana (Philippi, 1836)
- Charpentieria pantocratoris (O. Boettger, 1889)
- Charpentieria piceata (Rossmässler, 1836)
- Charpentieria riberothi (R. A. Brandt, 1961)
- Charpentieria scarificata (L. Pfeiffer, 1856)
- Charpentieria septemplicata (Philippi, 1836)
- Charpentieria spezialensis (H. Nordsieck, 1984)
- Charpentieria splendens (H. Nordsieck, 1996)
- Charpentieria stenzii (Rossmässler, 1836)
- Charpentieria stigmatica (Rossmässler, 1836)
- Charpentieria tiberii (A. Schmidt, 1868)
- Charpentieria vulcanica (Benoit, 1860)

### Synoniemen
- Charpentieria (Charpentieria) Stabile, 1864 => Charpentieria Stabile, 1864
- Charpentieria (Charpentieria) clavata (Rossmässler, 1836) => Charpentieria clavata (Rossmässler, 1836)
- Charpentieria (Charpentieria) dyodon (S. Studer, 1820) => Charpentieria dyodon (S. Studer, 1820)
- Charpentieria (Charpentieria) itala (G. von Martens, 1824) => Charpentieria itala (G. von Martens, 1824)
- Charpentieria (Charpentieria) ornata (Rossmässler, 1836) => Charpentieria ornata (Rossmässler, 1836)
- Charpentieria (Charpentieria) stenzii (Rossmässler, 1836) => Charpentieria stenzii (Rossmässler, 1836)
- Charpentieria (Gibbularia) Cecconi, 1908 => Charpentieria Stabile, 1864
- Charpentieria (Gibbularia) gibbula (Rossmässler, 1836) => Charpentieria gibbula (Rossmässler, 1836)
- Charpentieria (Mauritanica) O. Boettger, 1879 => Charpentieria Stabile, 1864
- Charpentieria (Mauritanica) tristrami (L. Pfeiffer, 1860)
- Charpentieria (Siciliaria) Vest, 1867 => Charpentieria Stabile, 1864
- Charpentieria (Siciliaria) calcarae (Philippi, 1844) => Charpentieria calcarae (Philippi, 1844)
- Charpentieria (Siciliaria) crassicostata (L. Pfeiffer, 1856) => Charpentieria crassicostata (L. Pfeiffer, 1856)
- Charpentieria (Siciliaria) eminens (A. Schmidt, 1868) => Charpentieria eminens (A. Schmidt, 1868)
- Charpentieria (Siciliaria) ferrox (R. A. Brandt, 1961) => Charpentieria ferrox (R. A. Brandt, 1961)
- Charpentieria (Siciliaria) grohmanniana (Rossmässler, 1836)=> Charpentieria grohmanniana (Rossmässler, 1836)
- Charpentieria (Siciliaria) leucophryna (L. Pfeiffer, 1862) => Charpentieria leucophryna (L. Pfeiffer, 1862)
- Charpentieria (Siciliaria) nobilis (L. Pfeiffer, 1848) => Charpentieria nobilis (L. Pfeiffer, 1848)
- Charpentieria (Siciliaria) riberothi (R. A. Brandt, 1961) => Charpentieria riberothi (R. A. Brandt, 1961)
- Charpentieria (Siciliaria) scarificata (L. Pfeiffer, 1856) => Charpentieria scarificata (L. Pfeiffer, 1856)
- Charpentieria (Siciliaria) septemplicata (Philippi, 1836) => Charpentieria septemplicata (Philippi, 1836)
- Charpentieria (Siciliaria) spezialensis (H. Nordsieck, 1984) => Charpentieria spezialensis (H. Nordsieck, 1984)
- Charpentieria (Siciliaria) tiberii (A. Schmidt, 1868) => Charpentieria tiberii (A. Schmidt, 1868)
- Charpentieria (Stigmatica) O. Boettger, 1877=> Charpentieria Stabile, 1864
- Charpentieria (Stigmatica) ernae (Fauer, 1978) => Charpentieria ernae (Fauer, 1978)
- Charpentieria (Stigmatica) incerta (Küster, 1861) => Charpentieria incerta (Küster, 1861)
- Charpentieria (Stigmatica) kobeltiana (Küster, 1876) => Charpentieria kobeltiana (Küster, 1876)
- Charpentieria (Stigmatica) lamellata (Rossmässler, 1836) => Charpentieria lamellata (Rossmässler, 1836)
- Charpentieria (Stigmatica) paestana (Philippi, 1836) => Charpentieria paestana (Philippi, 1836)
- Charpentieria (Stigmatica) pantocratoris (O. Boettger, 1889) => Charpentieria pantocratoris (O. Boettger, 1889)
- Charpentieria (Stigmatica) piceata (Rossmässler, 1836) => Charpentieria piceata (Rossmässler, 1836)
- Charpentieria (Stigmatica) splendens (H. Nordsieck, 1996) => Charpentieria splendens (H. Nordsieck, 1996)
- Charpentieria (Stigmatica) stigmatica (Rossmässler, 1836) => Charpentieria stigmatica (Rossmässler, 1836)
- Charpentieria (Stigmatica) vulcanica (Benoit, 1860) => Charpentieria vulcanica (Benoit, 1860)
- Charpentieria (Itala) O. Boettger, 1877 => Charpentieria Stabile, 1864
- Charpentieria (Itala) stenzii (Rossmässler, 1836) => Charpentieria stenzii (Rossmässler, 1836)
- Charpentieria perforata (O. Boettger, 1877) † => Cochlodina (Miophaedusa) perforata (O. Boettger, 1877) † => Cochlodina perforata (O. Boettger, 1877) †